# Organisation de solidarité des peuples d'Asie, d'Afrique et d'Amérique latine
L'Organisation de solidarité des peuples d'Asie, d'Afrique et d'Amérique latine (en espagnol : Organización de Solidaridad de los Pueblos de Asia, África y América Latina), en abrégé OSPAAAL, est un ancien mouvement politique cubain dont l'objectif était de lutter contre la mondialisation, l'impérialisme, le néolibéralisme et de défendre les droits de l'homme. 

## Description
L'OSPAAAL a été fondée à La Havane en janvier 1966 après la Conférence tricontinentale, une réunion de plus de 500 délégués et 200 observateurs de plus de 82 pays.
Agissant en tant que passerelle pour unir les luttes et les mouvements de libération sur les trois continents, l'objectif principal de l'OSPAAAL est la promotion de l'anti-impérialisme. L'Organisation des États américains (OEA) a qualifié l'OSPAAAL de « menace la plus dangereuse que le communisme international ait jamais faite contre le système interaméricain ».
La devise de l'OSPAAAL était « Cette grande humanité a dit : ça suffit ! Et a commencé à avancer ».
Jusqu'en 2019, l'OSPAAAL publiait le magazine Tricontinentale comme principal outil de communication transnationale. Après la fermeture de l'OSPAAAL par le gouvernement cubain, l'Institut tricontinental de recherche sociale cherche à perpétuer l'héritage de la conférence tricontinentale et de l'organisation. Ils « se tiennent », selon les mots de Frantz Fanon, « aux côtés des damnés de la terre pour créer un monde d'êtres humains ».